# نترو الميثان
نترو الميثان هو مركب عضوي له الصيغة CH3NO2 ، وهو أبسط مركبات النترو العضوية.

## الخواص
- مركب نترو الميثان سائل عديم اللون ذو قوام لزج، سهل الاشتعال.
- انحلالية نترو الميثان في الماء قليلة نوعاً ما، فقط 10 غ لكل 100 مل ماء.
- لمركب نترو الميثان خصائص انفجارية. على الرغم من أن الحساسية الميكانيكية للطرق أو الصدمات ضعيفة لمركب نترو الميثان النقي، إلا أنه في حال وجود شوائب، أو تشكيل مزائج مع المركبات الأخرى مثل الأمينات يمكن أن يرفع من تلك الحساسية.

## التحضير
يحضر نترو الميثان مخبرياً من تفاعل ملح الصوديوم لكلورو حمض الخل مع نتريت الصوديوم.
ClCH2COONa + NaNO2 + H2O → CH3NO2 + NaCl + NaHCO3
صناعياً يحضر نترو الميثان من مفاعلة البروبان مع حمض النتريك (تفاعل نترجة) عند درجات حرارة بين 350 و450 °س. ينتج عن هذا التفاعل الناشر للحرارة مركبات نترو الألكان التالية بالإضافة إلى نترو الميثان وهي: نترو الإيثان، 1-نترو البروبان، 2-نترو البروبان.

## الاستعمالات

### كوقود للمحركات
يستعمل مركب نترو الميثان في بعض الأحيان كوقود للصواريخ وبعض الطائرات وفي بعض سيارات السباق.
إن المحتوى الأكسجيني لمركب نترو الميثان يمكنه من الاحتراق بأقل كمية من أكسجين الهواء الجوي مقارنة مع الهيدروكربونات الأخرى حسب معادلة الاحتراق:
4CH3NO2 + 3O2 → 4CO2 + 6H2O + 2N2
حيث يلزم 1.7 كغ من الهواء لكل كيلوغرام من نترو الميثان، مقابل 14.6 كغ بالنسبة للغازولين. على الرغم من ذلك فإن الكثافة الطاقية التي يصدرها الغازولين عند احتراقه تعادل أربع أضعاف التي تنتج عن احتراق نترو الميثان.
يمكن أن يستخدم نترو الميثان كوقود دافع دون الحاجة لوجود الأكسجين حيث يتفكك حرارياً بمعزل عن الهواء حسب المعادلة:
4 CH3NO2 → 4 CO + 4 H2O + 2 H2 + 2 N2
لمركب نترو الميثان سرعة اشتعال منتظمة laminar combustion velocity مقدارها 0.5 م/ثا وهي أعلى من التي للغازولين، لذلك يستخدم نترو الميثان لمحركات السرعات العالية.
يمكن أن يمزج نترو الميثان مع الهيدرازين أو الميثانول في بعض خلطات الوقود الخاصة.